# 静岡第一テレビ

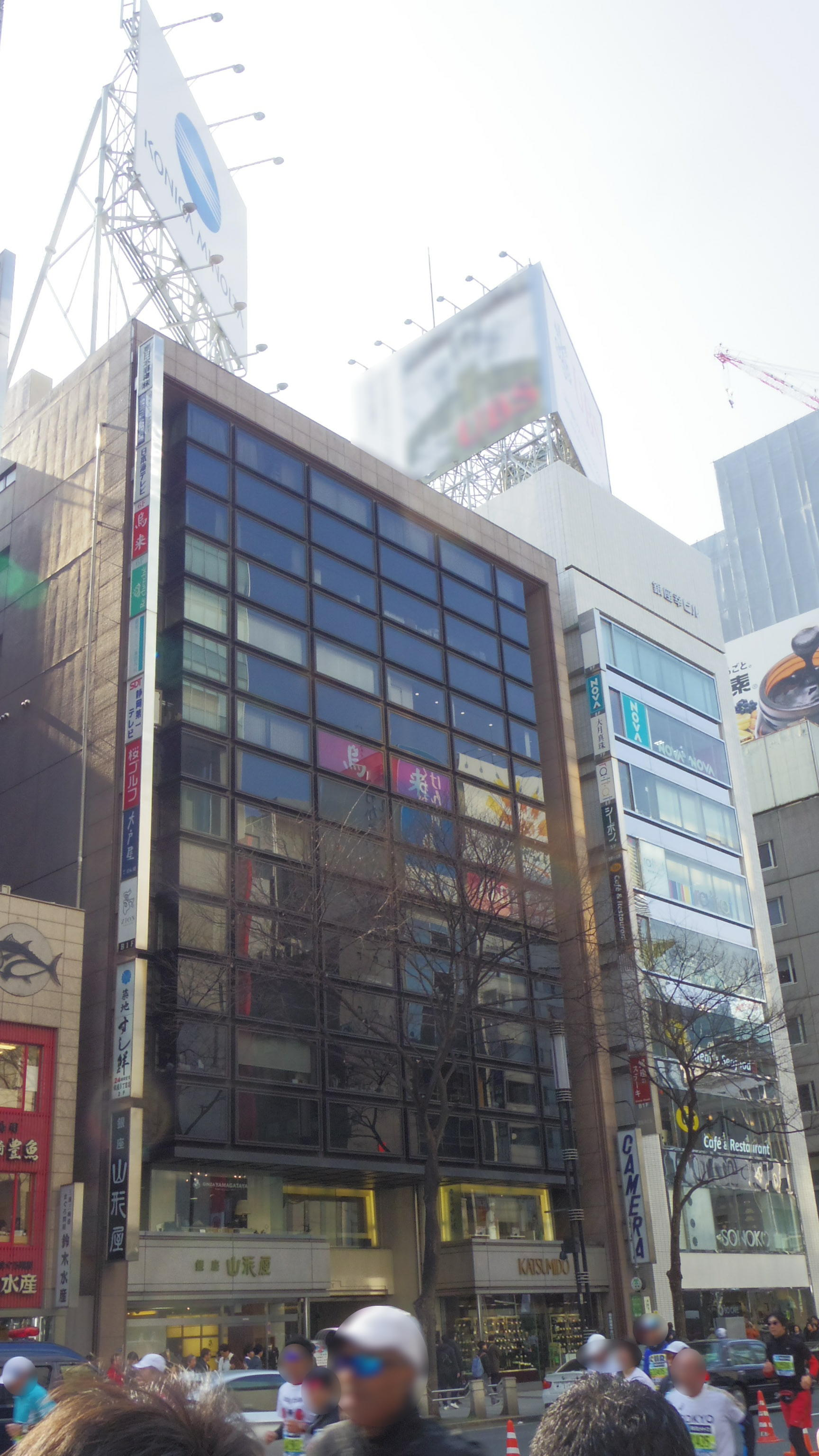
東京支社が入居するビル（中央区銀座五丁目）

株式会社静岡第一テレビ（しずおかだいいちテレビ、Shizuoka Daiichi Television Corporation）は、静岡県を放送対象地域とし、テレビジョン放送事業を行っている特定地上基幹放送事業者である。
略称はSDT。愛称はDaiichi-TV（ダイイチ・ティーヴィー）。

## 概要
本社は静岡市駿河区中原。理研産業の工場跡地を買い上げ、この地に本社及び演奏所を開設した。
コールサインはJOSX-DTVで、日本テレビ系列フルネット。本州の太平洋側にあるNNN・NNS系列局では、最後に開局した局である。
静岡県内のテレビ局としては、最初に音声多重放送を開始した局である（NHK静岡放送局よりも早い）。『静岡第一テレビ十年史』（以下、本項では「社史」と略す）によると、開局前年の1978年（昭和53年）8月にキー局の日本テレビが音声多重放送を開始した事を受けて、導入準備を進めていた放送用機材を音声多重対応に変更、開局時より音声多重放送に対応している。
ニュース映像のハイビジョン化が、在静民放局では一番早いペースで進められた。地上デジタル放送のサイマル試験を本放送開始の5か月前から始め（正式なサービス放送は2か月前から）、試験放送中に独自編成の番組（HDトライアルの項を参照）を放送した。
中継機材においては、主に報道などで使用するハイビジョン対応小型中継車が導入されているものの、大型中継車については公式に導入（更新）は発表されていない。かつて、箱根駅伝の中継において、芦ノ湖のゴール地点での機材協力と技術オペレートを担当していたが、HD大型中継車を所有していないことから、全中継点のHD化以降は、技術スタッフの派遣のみに留まっている（HD中継車や機材類は、在京の技術会社であるテレテックからレンタルしている）。
開局当初からのスローガンは「ふれあいだいいち」。ブランドステートメントは「NEXT VISIONへ。」
社名には、静岡県内最後発の民放テレビ局にもかかわらず、「第一」が入っている。社史によると、先発局との「名前の差別化」を図らねばならないという現実的な問題があり、検討が始まった。JAなど第一次産業が開局に大きく関わっていたこと（資本参加の他、JAの1社提供番組や番組への商品提供、夏の大型チャリティー番組である『24時間テレビ 「愛は地球を救う」』の募金受付口座をJA静岡県信連に開設しているなどの繋がりが2021年8月時点においてもある）や、静岡で一番のテレビ局を目指すという意味を込めて、現社名に決まった。同じく社史によると、社のロゴタイプや社章（マーク）については、日本テレビの宣伝課（当時）に依頼して作成されたという。
2016年（平成28年）1月1日より新しいロゴ及び対外的な愛称として、「Daiichi-TV」へ変更された（新聞テレビ欄、情報誌やWeb番組表の局名表記もこれに統一）。これ以降「SDT」という略称はあまり使われず、全て「Daiichi-TV」に統合している。（アドレス・各番組のネット局紹介で使用）
同社製作番組ではタレントの起用率が高く、特に夕方ワイド番組『まるごと』（『まるごとGOLD』を含む）ではほぼ全ての各曜日の番組コーナー等にお笑いタレントを起用している他、同番組でも芸能コーナーのインタービューでも県内出身の人気俳優/女優やアイドルグループを中心に出演している他、開局40周年アンバサダーに出川哲朗、視聴キャンペーンや番組・イベント宣伝などではずん飯尾、みやぞんを積極的に起用している。特に静岡のローカルタレント久保ひとみは『まるごと』のメインキャスターで、同社アナウンサーの秋元啓二と約20年以上『静岡○ごとワイド』時代からメインキャスター務めていることや24時間テレビ 「愛は地球を救う」（静岡ローカルパート）や『静岡ダイスキTV』など同社製作番組には数多く出演している。
2021年（令和3年）の個人全体視聴率で年間三冠王を獲得した。また、年度三冠王も獲得した。
子会社に、SDTエンタープライズとDIプロがある。

## 本社・支社・支局
- 本社 - 静岡県静岡市駿河区中原563番地
- 東京支社 - 東京都中央区銀座五丁目9番1号 銀座コティビル4階
- 大阪支社 - 大阪府大阪市北区梅田一丁目11番4-2200号 大阪駅前第4ビル22階5号
- 名古屋支社 - 愛知県名古屋市中区栄三丁目8番8号 名古屋平和ビル4階
- 東部支局 - 静岡県沼津市大手町二丁目31番2号 オーツービル5階
- 西部支局 - 静岡県浜松市中央区板屋町111番地の2 浜松アクトタワー18階

## 沿革

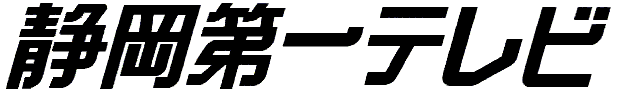
2005年から2015年まで使用された邦字ロゴ
（2008年から2015年までは県外向け）

2008年から2015年まで使用されたロゴ

- 1978年（昭和53年）12月 - 静岡県に民放第4局の周波数割り当てが決定される。静岡地区では5件の免許申請があった。
- 1979年（昭和54年）
  - 2月2日 - 予備免許交付。
  - 2月15日 - 設立。設立時は静岡県民放送（通称：静岡けんみんテレビ、現：静岡朝日テレビ）の本社内に準備室（静岡第一テレビの開局準備を行うための部署「第二事業本部」）[注 2]）を置き、現演奏所完成後移転する。
  - 6月24日 - アナログサービス放送を開始。これに伴い、静岡県初の音声多重放送も開始（当初は2か国語放送とVTR納品番組を含む自社送出のステレオ放送のみ）[注 3]。
  - 7月1日 - 開局（午前6時38分よりアナログ本放送を開始）。本放送開始後初のネット番組は午前6時45分からの『NNN朝のニュース』。
    - 開局当時の中継局は浜松、島田、富士宮、賎機、籠上、麻機の6局[8]。

  - 7月11日 - 東名高速道路・日本坂トンネルで発生した火災事故において焼津市側からトンネル内に入り現場の様子を撮影[注 4]。NNNを通じて全国に配信。
  - 8月8日 - 当時の電電公社の東名阪及び北陸(金沢)回りに於いての、テレビ中継回線のステレオ化工事が完了。これに伴い、同回線を通じてのステレオ放送を全面開始する[注 5][9]。
- 1980年（昭和55年）8月16日 - 静岡駅前地下街爆発事故取材中、大規模な二次爆発があり記者とカメラマンが被災。その様子は撮影されており、映像がNNNを通じて全国に配信。
- 1993年（平成5年）6月26日 - 日本テレビ放送網常務取締役の岩淵康郎が社長に就任。
- 1999年（平成11年）6月25日 - 当時の郵政省からCM未放送問題で厳重注意を受ける。また日本民間放送連盟（民放連）から除名処分、日本テレビネットワーク協議会（NNS）からは会員資格無期限停止措置を受ける。この一件で社長の岩淵が引責辞任し、後任は同じく日本テレビ出身の庄司佑治[注 6]。
- 2000年（平成12年）8月1日 - 民放連に再入会（CM抜き取り問題に関する対策が整った事と、開幕が近づいていたシドニーオリンピックを放送するために民放連への加盟が必要だった事による）。
- 2001年（平成13年）4月1日 - 中京テレビの協力でNNSの会員資格停止措置が解除され、正式に復帰。同時期、NNN24（現：日テレNEWS24）のフィラー放送を開始、それ以降は終夜放送に移行。
- 2005年（平成17年）
  - 3月25日 - 地上デジタルテレビジョン放送（以下デジタル放送）の試験電波の初発射。
  - 6月1日 - デジタル放送の試験放送開始（詳しくはHDトライアルの項を参照）。
  - 9月1日 - デジタル放送のサービス放送を開始（ここからサイマル放送のみ、日本テレビ及び読売テレビ発のHD制作番組もすべてHD化）。
  - 11月1日 - デジタル放送の本放送を開始（テレビ静岡、静岡朝日テレビも同日開始）。局名のロゴタイプを従来フォントの斜体スタイルに変更。
- 2006年（平成18年）4月1日 - ワンセグの本放送を開始。
- 2008年（平成20年）
  - 7月 - 2001年から同局の番組に出演し続けているタレントの久保ひとみを、イメージアップに貢献したとして特別表彰する。
  - 10月1日 - ハイビジョン用デジタル中継が可能なヘリコプターを導入[注 7]。在静放送局では初のハイビジョン対応[注 8]。静岡・山梨県（山梨放送エリア）全域の中継を担当。
    - 12月26日 - 開局30周年に伴い愛称を「だいいちテレビ」に変更。「第一」の部分がひらがなになった。新聞のテレビ欄表記も変更した。静岡朝日テレビ同様、県内の視聴者向け愛称であり、社名及びNNNニュースの発信元テロップ表記に変更はなし。
- 2009年（平成21年）7月1日 - 開局30周年
  - 開局30周年のキャッチコピーとして、「それ、やります。」を採用。
- 2010年（平成22年）
  - 3月1日 - デジタル放送のリモコンキーID「4」をアピールするための新キャッチコピー「はじまる4（ヨン）」を制定。
  - 6月26日 - 小里広専務取締役が社長に就任、開局初のプロパー社長である[注 9]。
  - 9月6日 - アナログ放送終了告知がレターボックス下部で、10秒ごとに異なる内容での表示開始。

「来年7月にアナログ放送は終了し、見ることができなくなります。」→（10秒後）「地デジ化のお問い合わせ 054-***-****（デジサポ静岡）」→（10秒後）表示せず。
- 2011年（平成23年）7月24日 - アナログ放送を終了。
- 2012年（平成24年）6月26日 - 小里社長が取締役相談役に退き、後任社長には元読売新聞大阪本社常務取締役で、去年から副社長として出向していた佐藤三千男が就任[10]。
- 2013年（平成25年）6月25日 - 小里取締役相談役が顧問に退任[11]。
- 2014年（平成26年）1月1日 - この年の開局35周年キャッチコピーとして「イイじゃん!」を採用[12]。
- 2016年（平成28年）
  - 1月1日 - 愛称を「Daiichi-TV」に変更[13][14]。同日、各紙のラテ欄やテレビ情報誌およびEPGの局名表記も「Daiichi-TV」に変更。ブランドステートメントとして「NEXT VISIONへ。」を制定。
  - 6月28日 - 桜田和之代表取締役副社長が社長に就任[15]。
- 2017年（平成29年）
  - 4月1日 - アナウンサーの藤原恭一が静岡県内でサッカーJ1の取材後、運転していた社用車で衝突事故を起こす。その後の調べで一度も自動車運転免許を取得したことがないにもかかわらず、無免許での運転が判明。藤原は同月18日に解雇処分（諭旨解雇）となった[16]。
- 2018年（平成30年）
  - 8月30日 - 新社屋建設計画に着手[17]。
- 2019年（平成31年/令和元年）
  - 1月1日 - この日から、出川哲朗をアンバサダーに迎えて、「開局40周年キャンペーン」がスタート[18]同時にキャッチコピーを「I’m　Shizuokan」に制定[注 10]。
  - 3月28日 - 新社屋建設着工[19]。
  - 6月10日 - この日放送の「まるごと」で、9月に開幕する「ラグビーワールドカップ2019」を共同で放送するNHK静岡との合同企画『SCRUM PROJECT』の開催を発表[20]。
- 2020年（令和2年）
  - 3月6日 - この日、開局40周年特別番組『静岡ありえない海常識』を19時から、MC：南海キャンディーズ、ゲスト：武田鉄矢・飯尾和樹（ずん）・平野ノラ・池田美優（みちょぱ）で放送[21]。
  - 6月5日 - 新社屋竣工。2022年4月にグランドオープン（供用開始）[22]。
  - 7月1日 - スマートフォンアプリ 「シズオカン」を配信開始（静岡県民放では初）。
- 2021年（令和3年）
  - 2月上旬 - 広島テレビ放送とともに日本テレビホールディングスの関連会社となる[23]。
  - 3月8日 - 新社屋からの放送を開始。同時に「NNS標準営放システム」のサービス提供を開始[24]。
- 2022年（令和4年）
  - 4月4日 - 新社屋へ全ての移動などが完了し、グランドオープン（供用開始）。
  - 10月7日 - 公式ホームページ（https://www.tv-sdt.co.jp）デザインを6年ぶりにリニューアル。
- 2023年（令和5年）
  - 1月30日 - 県や建築関連団体でつくる「美しいしずおか景観推進協議会」は同日、第15回県景観賞の最優秀賞に静岡第一テレビ新社屋を選出した[25]。
  - 4月21日 - 開局以来初のGP帯（ゴールデン・プライムタイム）でのレギュラー番組、『まるごとGOLD』（月1 金曜 19:00 - 19:56）が開始。初回ゲストには中尾彬や静岡出身のインフルエンサー・ひかりんちょが出演[26]。
- 2024年（令和6年）
  - 3月10日 - プロサッカー選手の三浦知良のドキュメント作品を開局45周年記念番組『KING KAZU-レジェンドの現在地-』[27]として放送。
  - 3月15日 - 球団拡張によって誕生したNPBウエスタン・リーグに所属する静岡市を本拠地としたプロ野球球団「くふうハヤテベンチャーズ静岡」の開幕戦・第2戦（対オリックス・バファローズ）を中継（いずれの試合もちゅ～るスタジアム清水から中継）[28]。
  - 7月1日 - 開局45周年。この日の静岡新聞（朝刊）13面掲載の『アドポスト』にて、2018年9月19日の『まるごと』6000回記念放送時に登場の浜松市在住の女性視聴者から祝福のメッセージが送られた。

### ネットワークの移り変わり
- 1979年（昭和54年）7月1日 - 日本テレビ系列のフルネット局として開局した。静岡県では、開局当初からの初のフルネット局である。
- 1999年（平成11年）6月25日 - CM未放送問題で民放連から除名処分を受け、NNSからは会員資格無期限停止措置をとられる。民放連には2000年（平成12年）8月1日に再加盟、NNSの会員資格停止措置は2001年（平成13年）4月1日に解除されている。

## 資本構成
企業・団体は当時の名称。出典：

### 2021年3月31日
| 資本金 | 発行済株式総数 | 株主数 |
| ------ | -------------- | ------ |
| 10億円 | 200,000株      | 27     |

| 株主                             | 株式数   | 比率   |
| -------------------------------- | -------- | ------ |
| 読売新聞グループ本社             | 39,900株 | 19.95% |
| 日本テレビホールディングス       | 24,000株 | 12.00% |
| 日本テレビ小鳩文化事業団         | 24,000株 | 12.00% |
| フジ・メディア・ホールディングス | 18,000株 | 09.00% |
| 静岡県信用農業協同組合連合会     | 12,000株 | 06.00% |

## チャンネル

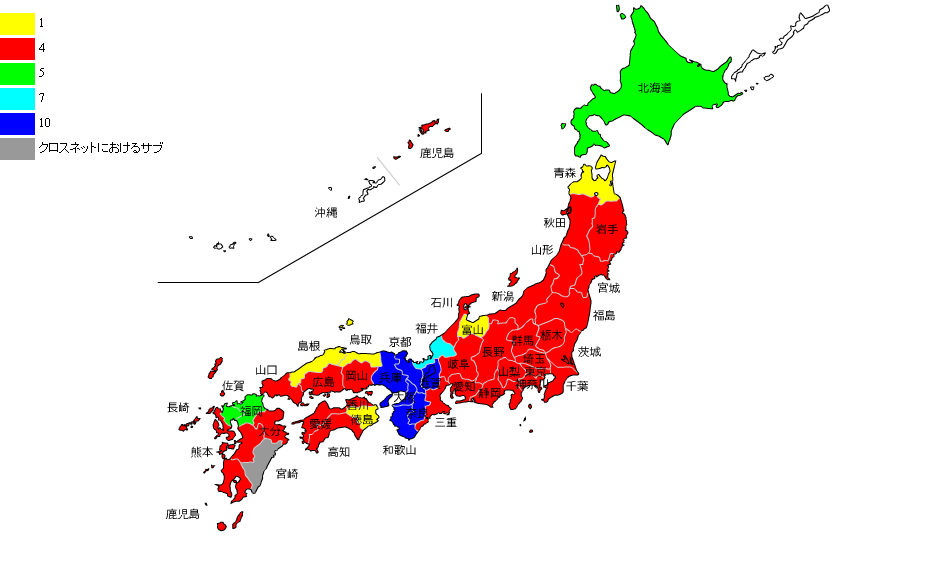
日本テレビ系列のリモコンキーID地図

### デジタル放送
- 送信所：静岡 物理チャンネル19ch
- コールサイン：JOSX-DTV
- リモコンキーID：4
- 3桁：041、042、043、048（臨時用）、641（ワンセグ用）。

### 中継局
中部（静岡市、志太・榛原）
玉川 25ch
清沢 25ch
井川 25ch
静岡大原 29ch
藤枝 36ch
藤枝葉梨 25ch
藤枝堀之内 25ch
岡部 25ch（垂直偏波）
島田 19ch
島田伊太 36ch
川根 47ch
中川根 31ch
本川根 47ch
中川根徳山 29ch
相良 36ch（垂直偏波）
西部（中東遠、浜松市・湖西市）
浜松 25ch
三ヶ日 45ch
三ヶ日都筑 47ch
佐久間 25ch
東佐久間 29ch
天竜横山 19ch
天竜船明 19ch
水窪 48ch
秋葉 19ch
春野 42ch
南春野 48ch
龍山 48ch
湖西 30ch
森 19ch
掛川家代 36ch
小笠 25ch
袋井 48ch
東部（駿東・富士・三島・沼津）
富士宮 25ch
富士川 43ch
芝川柚野 51ch（垂直偏波）
芝川内房 51ch
白糸 30ch（垂直偏波）
十里木 48ch
御殿場 29ch
小山須走 30ch
三島 25ch
伊豆（田方・熱海・伊東・賀茂）
伊豆長岡 19ch
修善寺 29 ch
湯ヶ島矢熊 47ch
湯ヶ島大滝 47ch
中伊豆 29ch（垂直偏波）
中伊豆地蔵堂 52ch（垂直偏波）
中伊豆姫之湯 49ch（垂直偏波）
熱海 29ch
熱海網代 42ch
伊東宇佐美 50ch（垂直偏波）
伊東小室山 50ch
東伊豆 29ch
河津 19ch
下田 47ch
下田稲梓 46ch
下賀茂 19ch
伊豆東海岸 29ch - 域外中継局。東京都大島町に所在。

### （参考）アナログ放送のチャンネル
2011年7月24日廃止時点
静岡市
静岡 JOSX-TV 31ch
静岡麻機 61ch
静岡賤機 28ch
静岡瀬名 48ch
静岡羽鳥 62ch（垂直偏波）
玉川 62ch
清沢 47ch
井川 61ch
静岡大原 61ch
静岡籠上 39ch
静岡丸子 24ch（垂直偏波）
清水興津 40ch
志太・榛原
藤枝 24ch
藤枝葉梨 59ch
藤枝堀之内 34ch
岡部 46ch（垂直偏波）
島田 48ch
島田伊太 37ch
川根 62ch
中川根 46ch
中川根徳山 46ch
本川根 62ch
相良 46ch（垂直偏波）
中東遠
御前崎浜岡 61ch
小笠 57ch
掛川桜木 61ch
磐田見付 61ch
森 48ch
浜松市・西遠
浜松 30ch
三ケ日 47ch
佐久間 35ch
東佐久間 37ch
天竜 36ch
天竜横山 60ch
天竜船明 37ch
浜松阿蔵 51ch
水窪 36ch
秋葉 57ch
春野 47ch
南春野 31ch
龍山 42ch
駿東・富士
富士宮 27ch
富士川 30ch
芝川柚野 53ch（垂直偏波）
芝川内房 34ch
御殿場 41ch
三島 61ch
伊豆
伊豆長岡 52ch
修善寺 40ch
伊豆茅野 52ch
中伊豆 24ch（垂直偏波）
伊豆小土肥 41ch
熱海 39ch
東伊豆 33ch
河津 44ch
下田 41ch
下田稲梓 21ch・53ch
下賀茂 41ch

## 主な番組

### 自社制作番組
太字は生放送番組、[字幕]は字幕放送（文字多重放送）対応番組。2023年6月1日から自社制作番組（『NNNストレイトニュース』『news every. サタデー』（両者ともローカルパートを含む）『FRONT ZERO』を除く生放送を表す[生]の記号を記載。
- NNNストレイトニュース（[字幕][注 14] 月曜 - 金曜 11:30 - 11:55、土曜 11:30 - 11:40、日曜 11:30 - 11:40、番組冒頭は日本テレビから放送）
- まるごと（月曜 - 金曜 18:15 - 19:00）
  - まるごとPLUS（月曜 - 木曜・日曜 11:25 - 11:30、金曜 10:25 - 10:55、日曜 11:25 - 11:30）※2024年4月から『Dstyle』からタイトル変更。
  - まるごとSUNDAY→日曜もペコリーノ（日曜 13:00 - 13:30）※2024年7月7日からレギュラー化、2025年4月6日より番組タイトルを改題。
- every.しずおか（月曜 - 金曜 15:49 - 18:15[注 15]）※2025年度 -
  - every.しずおかSUNDAY（日曜 16:30 - 17:00[注 16]）[注 17]
- FRONT ZERO（金曜 - 日曜 20:54 - 21:00）

日本テレビから6分のミニ番組を同時ネットする場合や4時間超の特番が組まれる場合は休止となる。
- the NEXT ステキなあしたへ（火曜 21:54 - 22:00、中部電力一社提供）
- ふれあい・てれび（月1日曜 6:00 - 6:15）
- 地震・防災チェック　〜わが家と家族を守るために〜（土曜 11:40 - 11:45）
- こどもチャンネルげんきっず!（毎年10月 - 12月まで放送、日曜 6:00 - 6:15）
  - 2024年度は11月3日から2025年2月16日まで放送、2025年度の放送は不明。月1回は「ふれあい・てれび」放送のため、休止。
- TVコンシェルジュ（土曜 11:50 - 11:55、日曜 11:55 - 12:00）
- Smile Table（日曜 11:40 - 11:55）[注 18]
- KICK OFF! SHIZUOKA[注 19]（日曜 17:00 - 17:30）
- ドキュメント静岡（奇数月）
- 静岡ありえない海常識（年1回）

### 日本テレビ系列の番組
製作局の表記がない番組は日本テレビ制作。太字は同時ネット。
- Oha!4 NEWS LIVE[注 20]（月曜 - 金曜 4:30 - 5:50、一部の祝日は番組休止あり）[注 21][注 22]
- ZIP!（月曜 - 金曜 5:50 - 9:00、「NNN NEWS ZIP!」、第2部〈6:54 - 7:40頃〉、第3部〈7:55 - 9:00〉等、一部分は全国ネット）5:56 - 5:58、6:20 - 6:30の間の4分間、6:52 - 6:54は『県内の天気予報』（ZIP! 静岡 Weather）『県内ニュース』（災害時のみ）に差し替え、それ以外は全編フルネット[注 23]で放送。
- news every.・第1部[注 24]（[字幕] 月曜 - 金曜 15:50 - 16:35前後[注 25]、一部祝日は休止）[注 26]NNN枠は17:53 - 18:15[注 27]※3月31日より「every.しずおか」に内包。
- 月曜から夜ふかし（[字幕] 再放送：月曜10:25 - 11:25、本放送：月曜 22:00 - 23:00）
- 嗚呼!!みんなの動物園（[字幕] 再放送：火曜 10:25 - 11:25、本放送：土曜 19:00 - 19:56）※2025年7月から再放送番組を変更。
- 突破ファイル（再放送[注 28]：水曜 10:25 - 10:55、本放送：木曜 19:00 - 19:54）
- スクール革命!（火曜 0:59 - 1:59〈月曜深夜〉）

2024年3月までは、土曜16時からの放送だった。
- キントレ（木曜 0:59 - 1:59〈水曜深夜〉）
- VS.超特急（木曜 2:04 - 2:34〈水曜深夜〉）
- オードリーさん、ぜひ会ってほしい人がいるんです。（オドぜひ）（[字幕] 金曜 0:59 - 1:29〈木曜深夜〉、中京テレビ制作）
- 浜ちゃんが!（金曜 1:34 - 2:04〈木曜深夜〉、読売テレビ制作）
- にけつッ!!（金曜 2:04 - 2:34〈木曜深夜〉、読売テレビ制作）
- ニノさん（[字幕] 金曜 19:00 - 19:56）[注 29]

以下3番組は「金曜ロードショー」の終了時刻変動により放送時間が週によって異なる場合がある。
- Friday's EDGE（フラエジ）（土曜 0:30 - 0:59〈金曜深夜〉）

現在は「コントラスト」（8月23日 - 8月30日）を放送。
- バズリズム02（土曜 0:59 - 1:59〈金曜深夜〉）
- ニュースサタデー（土曜 5:45 - 5:55）
- シューイチ（[字幕] 土曜 5:55 - 9:25、日曜 7:30 - 10:25）
- ぶらり途中下車の旅（[字幕] 土曜 9:25 - 10:30）
- サクサクヒムヒム ☆推しの降る夜☆（[字幕] 土曜 23:30 - 23:55）
- オー!マイゴッド!私だけの神様、教えます（日曜 0:55 - 1:50〈土曜深夜〉）
- 光が死んだ夏（日曜 1:50 - 2:20〈土曜深夜〉）
- 24時間テレビチャリティー・リポート（[字幕] 日曜 2:50 - 2:55〈土曜深夜〉）※2025年4月より放送時間変更。
- それいけ!アンパンマン（[字幕] 日曜 5:00 - 5:30）
- ゴリ夢中（[字幕] 日曜 6:00 - 6:15、中京テレビ制作）※8月24日最終回を放送予定
- 遠くへ行きたい（[字幕] 日曜 6:30 - 7:00、読売テレビ制作）
- 所さんの目がテン!（[字幕] 日曜 7:00 - 7:30）※2025年3月25日で火曜午前の再放送を終了。
- 一茂×かまいたち ゲンバ（[字幕] 日曜 10:25 - 11:25）
- そこまで言って委員会NP（[字幕] 日曜 13:30 - 15:00、読売テレビ制作）
- ダウンタウンのガキの使いやあらへんで!（[字幕] 日曜 23:25 - 23:55）
- 収納のおさよさん（不定期放送）[注 30]
- ハッシュタグの旅（不定期放送）[注 30]
- グルメなひととき（不定期放送）[注 30]

### テレビ東京系列の番組
製作局の表記がない番組はテレビ東京制作。
- 出川哲朗の充電させてもらえませんか?（土曜 13:30 - 14:25）[注 31]
  - 2019年に放送された「チョイと東海道通って駿河湾沿いを150キロ!」のロケ中に、「静岡第一テレビ開局40周年アンバサダー」の出川と土方教裕ディレクターが電動バイクで静岡市内を通りかかったことから、バッテリーの充電を兼ねて本社を突然訪問。訪問の時間が『まるごと』の生放送と重なったことから、2人揃ってのサプライズ生出演や、出川と桜田社長のアポ無し対面が実現した[32]。
- ウルトラマンオメガ（日曜 5:30 - 6:00）
- 開運!なんでも鑑定団（日曜 12:00 - 13:00、再放送：木曜 10:25 - 11:25）
- ナゼそこ?（不定期放送、主に土曜 10:30 - 11:25や日曜午後に放送される） [注 32][注 33]
- 家、ついて行ってイイですか?（不定期放送、主に土曜 16:00 - 16:55）[注 34]
- ありえへん∞世界（不定期放送）[注 35]
- 土曜スペシャル（不定期放送）
- ローカル路線バス乗り継ぎ対決旅シリーズ（不定期放送、静岡県内が舞台のみ放送）

### その他の番組
制作局に特記がない番組は制作局または会社不明またはインターネット番組。
- いろはに千鳥（火曜 1:04 - 1:34〈月曜深夜〉、テレビ埼玉制作）

2024年3月までは、木曜日の放送だった。
- U字工事の旅!発見（土曜 1:59 - 2:29〈金曜深夜〉、とちぎテレビ制作）
- 天竺鼠の川原の（第2期・木曜 2:04 - 2:34〈水曜深夜〉、テレビ埼玉制作）
- ライフ・ライン（土曜 4:30 - 5:00、一般財団法人 太平洋放送協会（PBA）制作）[注 36]
- スギちゃんの秘境温泉旅 [注 37]（土曜 5:30 - 5:45、ターナージャパン・S-field制作）

月一回、同時刻で検証番組「ふれあい・てれび」放送の場合有り。その場合は休止。
- 内さまワールド（月曜 1:25 - 1:55〈日曜深夜〉）

## 過去に放送した番組

### 自社制作番組（過去）
帯番組
- Today静岡
- Todayしずおか（上記番組の30分枠移行後）
- NNN Todayしずおか（全国ニュースを内包）
- しずおかプラス1
- News Wave
- ニュースプラス1しずおか（NEWS PLUS1 SHIZUOKA）※HV（ - 2006年3月31日）
- NewsリアルタイムSHIZUOKA ※HV（ - 2010年3月26日）
- 静岡〇ごとワイド・木藤たかおのちょっと聴いてョ!
- 細野俊晴の静岡〇ごとワイド
- 〇ごとX

土曜夕方枠
- JanJanサタデー
- Woming
- Woming2・ケケッテバッタ大作戦
- ウイークエンドJOHOスタジオ

その他
- 寝ちゃダメFガールズ
- F-Navi
- SDTビートミュージックスペシャル
- ハタチのスガオ
- 週間手話ニュース
- さんさん静岡
- にんじんなすトマト
- ふるさとだいすき
- ぐるっと静岡食紀行
- 日本全国けんこう巡りあい
- 三上寛のJanJan金曜日
- あさチャン!!
- ちょいカワ☆ガールズキャンプ（不定期、一部系列局ネット）
- しずおかミニ情報
- スキっと!静岡!!
- ふじのくにケンミンi
- ラ・ぶらりShizuoka
- トキメキ浜松
- Jam9俺たちの絆
- セレブクマキリ
- 倶楽部クマキリ
- バックキングカム宮殿
- ネヅクマといっしょ。
- ももコレ
- レコバン!
- TV SHOWCASE
- ワードンTV
- 釣れて満腹駿河湾
- さんまの「史上最大のスポーツバラエティ!だからサッカーは面白い」（1992年1月25日放送・NNS全国18局ネット）
- 狩野英孝★熱血アイドルアカデミー アキパラ嬢 ※東日本の日本テレビ系と一部UHF局、中京地域にもネット
- 乙女のへそピアス
- しずおか歩記
- おいしい楽園。
- 930プラス
- あいチャン!!
- マルシェア
- しずプリ
- Dstyle
- 冠次六
- 汽車に乗ろうよ
- 中尾彬!美食の花道
- 祝はじめまして
- 南海キャンディーズのジャブジョブ[注 38]
- 静岡ダイスキТV
  - D-sports SHIZUOKA→D-spo→Dスポ（2014年 - 2023年）[注 39]
- サウナ女子が教える サ活のサ
- ごちそうカントリー[注 40]

### テレビ東京系列（過去）
※は、番組自体は継続中。
- ドバドバ大爆弾（テレビ静岡から移行、途中打ち切り）
- もんもんドラエティ
- ザ・ヤングベストテン
- レッツGOアイドル
- レディス4（1987年ごろ、金曜日に限りネットしていた、2007年10月からネット再開されるが、2010年12月をもって打ち切り）
- 昼めし旅 〜あなたのご飯見せてください!〜※（途中打ち切り）
- 男子ごはん※（テレビ静岡から移行、途中打ち切り）
- モヤモヤさまぁ～ず2※
- ソレダメ!〜あなたの常識は非常識!?〜※（現在はテレビ静岡でも放送されている）
- 主治医が見つかる診療所（静岡放送から移行、現在は静岡朝日テレビで不定期放送）
- タカトシの空飛ぶチェリーパイ
- ロンブーの怪傑トリックスター
- ソロモン流（途中打ち切り）
- 石川遼スペシャル RESPECT 〜ゴルフを愛する人々へ〜（途中打ち切り）
- 田舎に泊まろう!（レギュラー放送終了後の特番は静岡放送で放送）
- ピラメキーノG（途中打ち切り）
- 料理の怪人
- ペット大集合!ポチたま
- まさはる君が行く! ポチたまペットの旅（途中打ち切り、BSテレ東（旧BSジャパン）制作)
- ペット大行進! ど〜ぶつくん
- やりすぎコージー
- 〜どうぶつ冒険バラエティ〜ワンダ!
- ヤギと大悟
- 仰天クイズ!珍ルールSHOW
- イラっとくる韓国語講座
- P-1ゴールドラッシュ（テレビ大阪制作）
- 日経スペシャル ガイアの夜明け※（途中打ち切り、後に静岡朝日テレビで放送も打ち切り、現在はテレビ静岡で放送）
- 名曲!にっぽんの歌（途中打ち切り）
- 昭和は輝いていた※（途中打ち切り、BSテレ東制作）
- Lドラ枠
  - ママはニューハーフ
  - かりゆし先生ちばる!
  - サギ師リリ子
- ドラマ24枠
  - 不便な便利屋（「モテキ」「勇者ヨシヒコシリーズ」「みんな!エスパーだよ!」「孤独のグルメシリーズ」「40万キロかなたの恋」「きのう何食べた?（Season1）」は静岡放送で放送）
- おねだりマスカットSP!
- 出動!ミニスカポリス（ロコモーション制作）
- ソロモンの王宮
- 警視庁考察一課
- 月10万円で豊かに暮らせる町&村
- いきなり結婚生活
- 撮りッたがり決死隊 トッターマンDS
- ウルトラシリーズ
  - 新ウルトラマン列伝（『ウルトラマンギンガS』のテレビシリーズは未放送）
  - ウルトラマンオーブ
  - ウルトラマンゼロ ТHE CHRONICLE(ザ・クロニクル)
  - ウルトラマンジード
  - ウルトラマンオーブ THE CHRONICLE（1・7・18・22 - 25話は未放送）
  - ウルトラマンR/B
  - ウルトラマン ニュージェネレーションクロニクル
  - ウルトラマンタイガ
  - ウルトラマン クロニクル ZERO&GEED
  - ウルトラマンZ
  - ウルトラマン　クロニクルZ ヒーローズオデッセイ
  - ウルトラマントリガー
  - ウルトラマン クロニクルD
  - ウルトラマンデッカー
  - ウルトラマン ニュージェネレーション スターズ
  - ウルトラマンブレーザー
- 太陽の牙ダグラム（サンライズ制作）
- 巨神ゴーグ（サンライズ制作）
- ジャングル大帝（1989年版 手塚プロダクション制作）
- 三つ目がとおる（手塚プロダクション制作）
- 宇宙の騎士テッカマンブレード（タツノコプロ制作）
- デュエルマスターズシリーズ※（途中打ち切り、「WIN」第29話まで）
- いい旅・夢気分
- ダメおやじ（東京12チャンネル時代、本放送終了後、1981年頃に月曜 - 金曜 18:00 - 18:30に放送[33]）
- KAIKANフレーズ
- UFO大戦争 戦え! レッドタイガー
- 直純ピアノふぉる亭
- お笑いベストテン
- アイドル伝説えり子（テレビせとうち制作、火曜 17:00 - 17:30[34]）

## 情報カメラ設置ポイント
- 静岡（本社）
- 蒲原（蒲原中配水池）
- 浜松（浜松駅前）
- 沼津（香貫山）
- 伊東（アンジン屋上）
- 熱海
- 富士川（東名高速EXPASA富士川上り線、富士川楽座、大観覧車Fuji Sky Viewからの映像も含む）
- 日本平
- 静岡空港
- 御前崎（太平閣、浜岡原発対応）
- 御殿場（新東名・東名御殿場JCT付近）

## マスコットキャラクター
- 2016年（平成28年）以降は不在。2019年（平成31年/令和元年）は開局40周年となるため、「Daiichi-TV開局40周年アンバサダー」として出川哲朗を起用[35]。

### 過去のキャラクター
- ダイちゃん（1994年（平成6年） - 2015年（平成27年））（やなせたかしが画面犬というスタイルの原案を製作）
- あいちゃん（1999年（平成11年） - 2015年（平成27年））（やなせたかしが命名）
- デジ団（2005年（平成17年）に地上デジタル放送開始にあわせて登場。公募により10のキャラクターから5つが選ばれ、「デジボー」「デジビー」「デジボット」「デジィ」「デジニャ」とそれぞれ名づけられた。2011年（平成23年）の地上デジタル完全移行に伴い降板）。

ダイちゃん登場以前は、公募で選ばれた県内在住の素人の女性1名が「イメージキャスター」として、番組PRなどを行っていた。使用終了後の2016年（平成28年）以降もしばらくは日本テレビ系列のワンセグデータ放送や地デジで健康生活の静岡県代表のご当地キャラクターはダイちゃんのままであったが現在は放送局情報（キャラクターのアイコンは局ロゴに、概要欄は開局日と『まるごと』のPR）に変更されている。ミニゲーム（キャラクターのスロット等）や地デジで健康生活トップのスタンプラリー等も出現せず）

## キャッチコピー
- ふれあい だいいち[注 41]
- まるごと大好き第一テレビ
- すごいぞ!第一テレビ
- あっとオドロク第一テレビ
- テレビ派 第一テレビ[注 42]
- ハッピー!第一テレビ
- それ、やります。だいいちテレビ
- たのしいを見つけよう だいいちテレビ
- イイじゃん!だいいちテレビ（開局35周年）
- NEXT VISIONへ。Daiichi-TV
- I'm Shizuokan. Daiichi-TV（アイム・シズオカン　開局40周年記念キャンペーン）
- All Shizuokanで、乗り越えよう。（オール・シズオカン　コロナ禍による状況変化に伴い期間限定で制定されたキャッチコピー）
- シフト! Daiichi-TV（例：静岡の朝はDaiichi-TVにシフト!）
- Daiichi-TVは、先に行く。
- CHANGE→CHALLENGE（チェンジ→チャレンジ、Daiichi-TV2023年春改編[注 43]キャッチコピー）[注 44][36]
- 「ライフ・メディア」として。（開局45周年）

## 映画製作
いずれも日本テレビのほか、読売中京FSホールディングスの子会社4局（読売テレビ、札幌テレビ、中京テレビ、福岡放送）、ミヤギテレビ、広島テレビなどと共に「製作委員会」に参加する形式をとっている。
- 舞妓Haaaan!!!（2007年）
- ALWAYS 続・三丁目の夕日（2007年）
- マリと子犬の物語（2007年）
- 20世紀少年（2008年）
- 252 生存者あり（2008年）
- ヤッターマン(実写映画版)（2009年）
- 映画 怪物くん（2011年）
- ALWAYS 三丁目の夕日'64（2012年）
- 逆転裁判（2012年）
- 映画 ホタルノヒカリ（2012年）
- おおかみこどもの雨と雪（2012年）
- 映画 妖怪人間ベム（2012年）
- ガッチャマン（2013年）
- 謝罪の王様（2013年）
- 潔く柔く（2013年）
- ルパン三世VS名探偵コナン THE MOVIE（2013年）
- MONSTERZ モンスターズ（2014年）
- ホットロード（2014年）
- トワイライトささらさや（2014年）
- 映画 ST 赤と白の捜査ファイル（2015年）
- ジョーカー・ゲーム（2015年）
- 風に立つライオン（2015年）
- イニシエーション・ラブ（2015年）
- ストレイヤーズ・クロニクル（2015年）
- バケモノの子（2015年）
- ヒロイン失格（2015年）
- 杉原千畝 スギハラチウネ（2015年）
- さらば あぶない刑事（2016年）
- 映画 ちはやふる(上の句・下の句)（2016年）
- あやしい彼女（2016年）
- オオカミ少女と黒王子（2016年）
- ルドルフとイッパイアッテナ（2016年）
- 映画 真田十勇士（2016年）
- デスノート Light up the NEW world（2016年）
- ひるね姫 〜知らないワタシの物語〜（2017年）
- ラストコップ THE MOVIE（2017年）
- 22年目の告白 -私が殺人犯です-（2017年）
- 兄に愛されすぎて困ってます（2017年）
- トリガール!（2017年）
- 斉木楠雄のΨ難（2017年）
- DESTINY 鎌倉ものがたり（2017年）
- 映画 ちはやふる-結び-（2018年）
- 映画 ママレード・ボーイ（2018年）
- 50回目のファーストキス（2018年）
- 未来のミライ（2018年）
- 3D彼女 リアルガール（2018年）
- 十二人の死にたい子どもたち（2019年）
- 九月の恋と出会うまで（2019年）
- PRINCE OF LEGEND（2019年）
- 居眠り磐音（2019年）
- 町田くんの世界（2019年）
- ザ・ファブル（2019年）
- キングダム（2019年）
- Diner ダイナー（2019年）
- ドラゴンクエスト ユア・ストーリー（2019年）
- ルパン三世 THE FIRST（2019年）
- カイジ ファイナルゲーム（2020年）
- AI崩壊（2020年）
- 貴族降臨-PRINCE OF LEGEND-（2020年）
- 新解釈・三國志（2020年）
- 劇場版 奥様は、取り扱い注意（2021年）
- ザ・ファブル 殺さない殺し屋（2021年）
- 竜とそばかすの姫（2021年）
- そして、バトンは渡された（2021年）
- あなたの番です 劇場版（2021年）
- ノイズ【noise】（2022年）
- 鹿の王 ユナと約束の旅（2022年）
- 極主夫道 ザ・シネマ（2022年）
- キングダム2 遥かなる大地へ（2022年）
- 線は、僕を描く（2022年）
- 金の国 水の国（2023年）
- 映画ネメシス 黄金螺旋の謎（2023年）
- キングダム 運命の炎（2023年）
- ゆとりですがなにか インターナショナル（2023年）
- 聖☆おにいさん THE MOVIE〜ホーリーメンVS悪魔軍団〜（2024年）

## アナウンサー
※はアナウンス室長経験者。

### 現職
入社順。

#### 男性
- 1998年 秋元啓二（アナウンス室長）
- 2015年 伊藤薫平（元テレビ高知）
- 2018年 須藤駿介
- 2024年 髙山基彦（元青森テレビ）
- 2025年 永井大勝

#### 女性
- 1999年 徳増ないる
- 2012年 永見佳織（元高知放送）
- 2019年 澤井志帆
- 2023年 岩本美蘭
- 2024年 佐藤優里（セント・フォース所属、元チューリップテレビ）
- 2025年 竹川奈々

### 過去
●は故人。
男性
- 1979年 
  - 中村克弘（7月 - ）
  - 若月雄介※（7月 - 、元テレビ和歌山）
- 1980年 
  - 北嶋興（ - 1985年、オフィス・ケイステーション所属）
- 1985年 
  - 田辺稔※（報道部、浜松支局、編成部、事業部マネージャーなどを歴任）
- 1986年 
  - 奥野国英（制作部を経て退社、現在はフリーでスポーツ実況などを担当）
- 1989年 
  - 木田吉彦（営業部を経て退社、現在はフリーでスポーツ実況、テレビショッピングなどを担当）
- 1993年 
  - 栗原晨（報道部）
- 1996年 
  - 伊藤久朗※（ - 2021年2月）
- 1999年 
  - 細野俊晴※●（元山梨放送、のちに取締役を歴任、2016年8月に死去）
- 2013年 
  - 柴田将平（ - 2018年7月、現・eスポーツキャスター）
- 2014年 
  - 藤原恭一（2017年4月、無免許運転で逮捕ののち、同月18日をもって諭旨解雇）
- 2019年 
  - 松原大祐（ - 2024年3月、元熊本朝日放送）

女性
- 1979年
  - 山田幸子（7月 - ）
- 1980年
  - 木暮静江
- 1983年 
  - 森喜久子※（ - 2006年9月、退社後日テレ学院講師）
  - 松坂貴久子（当時は旧姓の山本貴久子、現フリーアナウンサー・朗読家）
- 1986年
  - 今村知子（WOWOWへ移籍）
- 1987年 
  - 嬉須海加奈子（ - 1990年、退社後結婚）
- 1988年 
  - 大熊理佳
- 1990年
  - 山崎温子（ - 1992年9月）
- 1991年 
  - 橋本恵子※（ - 1998年、2019年に退社後は講座講師等）
- 1992年 
  - 木田志保（ - 1994年、旧姓・土屋、元ラジオ福島、司会者事務所ライジング代表）
- 1993年
  - 西村育子（ - 1996年）
  - 福島瑞穂（ - 2001年）
- 1994年 
  - 石関美穂（1月入社 - 2001年、報道部を経て退社）
  - 宇波育代（ - 2002年）
- 1996年
  - 竹内朱実（ - 2003年9月）
- 2001年 
  - 小川まどか（ - 2004年、シー・フォルダ所属）
  - 那須洋子（ - 2012年）
- 2003年 
  - 北村みえ（4月入社 - 同年9月、元NHK金沢放送局）
  - 田代あおい（10月入社 - 2006年、元青森放送、ワイエムオフィス所属）
- 2004年 
  - 川合千里（ - 2007年、元NHK静岡放送局、ニチエンプロダクション所属）
- 2006年 
  - 早川美幸（ - 2007年9月、元NHK水戸放送局・NHK長野放送局）
  - 袰川有希（10月入社 - 2010年、元三井住友銀行、エス・オー・プロモーション所属）
- 2007年 
  - 青柳愛（ - 2011年3月、ホリプロ所属）
  - 瀬戸加容子（10月入社 - 2008年、元チューリップテレビ・NHK徳島放送局、オールウェーブ・アソシエイツ所属）
- 2008年 
  - トーマス玲奈（ - 2012年3月、テレビ神奈川へ移籍）
  - 小岩智子（ - 2017年3月、元さくらんぼテレビ）
- 2010年 
  - 坂本洋子（ - 2014年3月、元福島放送、TCP Artist所属）
- 2011年 
  - 西山加朱紗（ - 2015年3月、サン放送アカデミー所属）
  - 小野澤玲奈（ - 2019年3月、報道部を経て2022年3月に退社）
- 2013年
  - 杉岡沙絵子（ - 2018年3月、元ラグビー選手の三村勇飛丸と結婚し退社。現・「K-MIX GOOD-TIE!」月曜・火曜日パーソナリティー）
  - 山田桃子（ - 2018年3月、現・女優・タレント。トライストーン・エンタテイメント所属）
- 2015年 
  - 名倉由桂（ - 2017年3月、元NHK大津放送局、現・ニチエンプロダクション所属フリーアナウンサー[37]）
- 2017年 
  - 鳥越佳那（ - 2022年3月、2023年6月にお笑いコンビ・銀シャリ 橋本直との結婚を発表）
  - 臼井佑奈（ - 2024年6月）
  - 垣内麻里亜（ - 2025年3月、他部署へ異動）
- 2020年 
  - 太田紅葉（ - 2022年、2018年4月から2019年9月までZIP!のローカルコーナー「ZIP! 静岡Whether」に出演していた）
- 2022年 
  - 小澤瞳（ - 2024年3月、ジョイスタッフ→セント・フォース所属[38]）

## アナウンサー以外で在籍した著名人
- 1986年 
  - 武田修宏（元サッカー日本代表、子会社の静岡第一ビデオ（現・SDTエンタープライズ）に入社し、出向という形で静岡第一テレビ東京支社に勤務しながら読売サッカークラブ（現・東京ヴェルディ1969）でプレー）
- 青山栞織（レポーターとして在籍、在籍時は山本志織名義）

## HDトライアル
同局では当時試験放送中だったデジタル放送を利用して、2005年（平成17年）6月から同年8月まで、土曜日・日曜日・祝日の10:00 - 18:00の間、自社制作番組やBS日テレ制作の番組などを放送した（この時間帯以外はサイマル放送）。デジタル放送限定の別編成で放送され、2005年（平成17年）7月30日には、静岡市の夏の一大イベント・安倍川花火大会の生中継を同年限定で実施した（同日のみ19:00 - 21:00を臨時のHDトライアル枠とした）。実際にアナウンサーが会場から司会進行をするなど、テスト番組ながら制作などの面では通常の番組と同等の扱いの力の入れようだった。この試験放送のために宣伝チラシまで制作され、静岡県内の電器店で配布された。試験放送のために多くのデジタル放送専用番組を用意して放送したのは全国でも同局だけである。
HDトライアルで放送した番組
- 中尾彬! 美食の花道（再放送）
- 逢いたくて港町（再放送）
- 釣れて満腹（再放送）
- 汽車に乗ろうよ（再放送）
- 焼津みなとマラソン（過去にアナログ放送で放送したものの総集編）
- 高校サッカー中継 ★
- ナチュラルヌード ★（人気モデルのプライベート密着番組）
- 2005 安倍川花火大会 ★（生放送。以後8月中、編集したものを数回再放送した）
- いやしの楽園 アニマルパーク ★（静岡県内の動物園や水族館で撮影した動物の映像）
- ドライビングストリーム ★（ロケ車両の後ろにカメラを固定し、静岡県内を巡る番組）
- 静岡自然紀行 ★（ニュースプラス1しずおかの総集編）
- 東海道紀行 ★（静岡○ごとワイド!内の企画の総集編）
- しずおか空中散歩 ★（静岡県内の空撮映像など）
- 森のささやき ★（同局アナウンサー数人が森の中で子供を集めて朗読をする番組）
- SDTアナウンサー 世界一聴きたい!?朗読会 ★（同局のイベントで行われた企画の録画。森のささやきと同じく朗読をする番組）
- 女子アナデジタル教室（同局の女子アナウンサーが地上デジタル放送の説明をするミニ番組。アナログ放送でも放送）
- TAKARAZUKA 美の旅人たち（KBS京都制作）
- 19borders（BS日テレ制作、原則として放送日の14:00 - 15:00）
- 夏休みハイビジョンシネマ ターミネーター（アナログ放送と同時放送）

★はHDトライアル限定番組。放送局名が書かれていない番組は自社制作番組。

## CM未放送問題

### 概略
1999年（平成11年）2月、匿名の告発文と1997年（平成9年）6月の「テレビスポット放送通知書」「放送運行表」のコピーが広告主5社に送られた。この5社から広告代理店を通じ事実確認を要求された静岡第一テレビは「CM調査委員会」を設置、調査にあたった結果、調査した1996年（平成8年）4月 - 1997年（平成9年）6月までの15か月間で受注した5社計7,132本中711本の未放送が判明した。
民放連は同社が公式に発表した翌日の1999年（平成11年）3月12日、即刻除名を決め、日本テレビも自社系列NNS会員資格を無期限停止とした。
その後更に調査は進み、同年3月31日に公表された「中間報告」では1996年（平成8年）4月 - 1997年（平成9年）6月までの1年3か月で131社3716本の「CM未放送」が確認された。
民放連への再加盟、NNSへの復帰時期については「沿革」を参照のこと。
なお、NNS会員資格が停止されていた期間は、NNS各局が制作する番組に「制作協力」「共同制作」という形で関わることが一切認められなかったことから、SDTエリアでの中継や取材などは日本テレビや中京テレビが直接スタッフを派遣するなどして対応していた。ただし、報道ネットワークであるNNNについては資格停止の措置はなく、通常通り取材活動に加わっていた。

## シズオカン
2020年（令和2年）7月1日よりサービスを開始した同局公式のスマートフォンアプリ。対応機種はiOS/Android。

### 概要
静岡県内民放では初めて公式アプリが配信され、ニュースや天気、番組情報などを発信する他、ポイントを貯めて抽選ガチャやDaiichi-TVオリジナルグッズと交換できる。
2020年（令和2年）6月26日放送の『まるごと』で本アプリが配信されることが発表され、15秒CMもテレビで放映された。
2020年（令和2年）7月1日配信開始予定だったが、同年6月30日22時頃、アプリストアにて先行配信されサービスを開始。
本アプリのエンジンは福島中央テレビの「中テレアプリ」や北日本放送の「KNBアプリ」と同じ。

### 機能
- 県内・全国のニュース・天気予報・イベント情報
- 番組情報・アナウンサーの情報
- MOVIEボックス（every one）への直接投稿
- 同局公式のYouTubeチャンネル・Huluのリンクや限定動画（ログイン必要）
- 県内店舗の割引クーポン
- カメラ（QRコード読み取り・フレームカメラ）
  - 「まるごと」「every.しずおか」「ごちそうカントリー」「KICK OFF SHIZUOKA」「デフォルト」の5種類からフレームが選べる
- 視聴者プレゼントの応募

### ポイントについて
ポイントは前述の通り抽選ガチャやDaiichi-TVオリジナルグッズ、静岡県内限定クーポンと交換できる。（ログインが必要）
入手方法については以下の通り
- ログインポイント（ログインボーナス）
- 番組参加（代表として毎週月曜のみ『まるごと』内のコーナー「 I'm Shizuoakan 脳ミソたいそう」で取得可能）
- QRコード
- スタンプカード
- 誕生日プレゼント

ほかにもボーナスポイントとして不定期にポイント増量される場合がある。

## その他
- 2020年（令和2年）時点では、本社社屋には3つのスタジオが存在する。開局時から稼動していたAスタジオ（技術棟）、増改築により拡張された事務棟1階に作られた「半オープン形式」の情報センター（Jスタジオ）、そして開局20周年を記念して本社社屋裏手の旧駐車場に建設されたBスタジオである。Bスタジオについては地上デジタル放送関連設備投資の見通しが立つまでの間、Aスタジオの機材をBスタジオに移設（サブ＝副調整室はAサブを使用）して対応していた（この時点でAスタジオは通常使用を中止）。その後、デジタル放送関連設備投資の中でBスタジオ内およびBサブの機材がHD対応に更新され、Bスタジオは完全な形で運用されている。またAスタジオは常設機材を撤収の上、スタジオのみを残しており、『南海キャンディーズのジャブジョブ』（2020年（令和2年）3月28日に番組終了）などの収録に使用されていた。
- 2021年（令和3年）時点では、Bスタジオに『まるごと』のセットがほぼ常設されており（2015年（平成27年） - 。2019年度に一部改修）、特番（24時間テレビなど）やミニ番組の場合などには基本的にこのセットを使用する。また空きスペースに週1回、『Dスポ→KICK OFF! Shizuoka』用のセットを建て込む。さらに報道専用のJスタジオにはニュース用として『news every.しずおか→every.しずおか』、『FRONT ZERO』などで使用するセットが常設されている（2021年（令和3年）3月9日 - 、2023年（令和5年）3月末に一部改修）。
- 2019年（平成31年）4月から、同社敷地内に新社屋の建設工事が始まり、2020年（令和2年）5月に竣工した。これ以降現社屋から移転作業を進め、2022年（令和4年）4月4日にはグランドオープン。これに伴い、開局以来増改築を繰り返してきた旧本社屋は、一番新しい増築部である「Bスタジオ棟」を残して他は最終的にすべて解体される予定であり、1990年（平成2年）に稼動したJスタジオも、新社屋に新たな報道専用スタジオとして、報道部と共に移転することとなる。
- 『もっとあぶない刑事』の静岡ロケ（第18話「魅惑」、第21話「傷口」）に特別協力し、旧静岡市内及び旧清水市内にてロケを行った。また第21話ではSDT社内でのロケも行い、劇中に登場するローカルニュースのシーンに当時同社アナウンサーだった嬉須海加奈子を（エキストラ扱いで）出演させた。
- 『火曜サスペンス劇場』で静岡を舞台としたドラマが放送されたことがあり（1982年（昭和57年）6月1日放送「幻の罠」。出演：岩下志麻、加賀まりこ）、その際キャストの1人がSDT社員という設定が組まれ、当時のAスタジオなどSDT社内でのロケもあった。
- 平成ガメラ3部作『ガメラ・大怪獣空中決戦』（1995年（平成7年））に特別協力、アナウンサーの田辺稔が劇中ニュースに「地元局のニュースキャスター」役で出演。また、映画『ゴジラ・モスラ・キングギドラ 大怪獣総攻撃』（2001年）にも協力し、細野俊晴、竹内朱実と田辺のアナ3名（いずれも当時）がガメラ同様「地元局のニュースキャスター」として出演している。
- 箱根駅伝中継では毎年芦ノ湖のゴール地点の放送機材を担当していたが、2006年（平成18年）に固定中継点映像（2007年（平成19年）より中継映像すべて）のHD化により東京の技術会社（テレテック）の中継車を使い中継技術を担当している。
- 子会社にはSDTエンタープライズ（旧：静岡第一ビデオ）、DIプロ（SDTエンタープライズからSDT社内技術部門を分離）がある。そのSDTエンタープライズは、テレビ静岡をネット局に持つフジテレビ系列の情報番組『エチカの鏡』で技術協力を行っていた。東京の制作プロダクション「スウィッシュ・ジャパン」との関わりが深い。
- ニュース速報（地震速報・気象情報も同様）は2015年（平成27年）までは「SDT」で表示されたが、2016年（平成28年）1月から「Daiichi-TV」に変更され、「NNN」は使用されない[注 45][注 46][注 47]。
- 気象システムについてはウェザーニュースと契約しており[注 48]、CG画面は同社制作のものを使用している。この為前述の速報テロップのフォントはヒラギノ角ゴである[注 49]。2016年（平成28年）12月1日から運用が開始され現在に至っている。天気のマークは読売テレビと類似している。右上には『Daiichi TV』と常時表示されている。時刻表示の隣にある天気ループの順は2021年（令和3年）3月29日から『掛川』『川根本町『御前崎』が追加されて『浜松』（湿度→気温）『掛川』『川根本町』『静岡』『沼津『御殿場』『伊東『下田』『東京』『大阪』『名古屋』の順である。2021年（令和3年）3月8日の新社屋移転による設備更新から『きょう』の文字が廃止され夕方の『news every. 第1部』[注 50]に表示されていたあすの天気表示も廃止されたが2023年（令和5年）4月3日、『every.しずおか』のリニューアルを期に復活。
- 在静の民放各局は、各ニュースネットワークに対して、海外支局の運営（テレビ静岡。静岡朝日テレビもかつて行っていた時期がある）や、既存支局への記者派遣（静岡放送。2023年（令和5年）現在は行っておらず）を行うなどの事例があるが、静岡第一テレビに限っては定期的な記者派遣や支局運営などを行っていない。
- 提供クレジットを2020年（令和2年）10月1日に県内民放では初めてカラー表示にしている。この後に続いて、他局も同様にカラー化表示にしており、2021年（令和3年）2月までには静岡民放全局カラー表示へ変更された[注 51]。
- 『24時間テレビ 「愛は地球を救う」』へは開局初年度である第2回より参加しているが、特に1980年代前半では、日曜昼や同夕方のローカル差し替え可能枠とは別に、土曜深夜にもローカル枠を編成していた時期がある（ニュース・スポーツの後の1時間程度）。この枠では本社前の特設ステージにアイドル歌手を中心としてゲストを多数招き、さながら野外ライブのような状況を生中継した。近年では『まるごと』に出演しているタレントを基本とし、ゲストとして有名タレントを起用している。2023年（令和5年）現在の長時間のローカル枠（日曜朝・日曜昼・日曜夕方）を全て使用しパートごとに県内のドキュメンタリーを放送している。ミニローカル枠も含めローカル枠は時刻表示が一旦消去される。局舎前で開催されていたイベントは、近隣住民への騒音等の配慮や、開催時に於ける来場者の違法駐車などが問題となった為後に開催されなくなり、現在は静岡県浜松市の「イオンモール浜松市野」等がメイン会場として設定されている。ちなみに、メイン会場は例年本社及び本社前広場を使用しているが、社屋の増築工事で使用できなかった1989年（平成元年）に限り、静岡市駿河区の静岡産業館（現在のツインメッセ静岡南館）をメイン会場とした。
- 1980年代の大晦日深夜には複数回、自社制作の長時間生番組を数回編成していた。そのうち1982年（昭和57年）の大晦日（厳密には1983年（昭和58年）1月1日）には『しずおか はっぶにんぐにゅ〜いや〜』（「ゆく年くる年」終了後の午前1:00から2時間）と題して、県内各地のラブホテル情報やアダルトビデオ女優をゲストに迎えてのアダルトビデオ情報、県内の初日の出情報など、ローカル局らしからぬ破天荒な内容であった。また、1988年（昭和63年）の大晦日（厳密には1989年（昭和64年）1月1日）には、ミュージシャンの伊藤銀次とDJの小森まなみをMCに起用しての情報バラエティ『アッチもコッチも新年かい!?』を編成（1:00 - 5:50。終夜放送）。こちらは当時放送されていた『JanJanサタデー』のスタッフが担当し、音楽情報や初詣・初日の出情報などを中心としての生番組であった。
- 2020年（令和2年）、全日・ゴールデン・プライム全3部門で1位を獲得し、2014年（平成26年）から8年連続となる年間三冠王を獲得した。これとは別に、2014年度（4月 - 翌年3月）から、『年度三冠王』も6年連続で獲得している[41]。
  - 2022年（令和4年）の全体視聴率は静岡朝日テレビが『三冠王』となったものの、個人全体視聴率がゴールデン・プライムタイムの二冠を達成[42]した。
- 日本テレビ系列では唯一、SDGsメディアコンパクトに加盟していない[43]。